# GPL字型例外
GPL字型例外（英語：GPL font exception，縮寫：GPL+FE）條款是一個可以被添加到GNU通用公共许可证（GNU GPL）讓计算机字体可以嵌入數位文献檔案而不必使該文件也使用GPL授權。若無此條款，散佈可能會使用在桌面出版的開放原始碼專案可能會導致一些授權上的衝突。Dave Crossland在自由圖形雜誌中解釋道，「一個Copyleft的字型可能會不當的延伸其授權條款到使用該字型的文件，除非在常規的條文中加入例外；額外的授權讓在文件、照片、插圖與設計中使用一部份該字型可不受字型授權的影響。現在，大多數的自由字型都有這樣的Copyleft授權條款 —— SIL开源字体授权或是在GPL FAQ中所描述的帶有字型例外的GNU GPL。」

## 起因
字型例外是在2005年4月首先由David "Novalis" Turner所訂立，他是自由软件基金会的GPL協調工程師。他解釋道，「我們正在考慮一種情況，是將字型嵌入到文件中（而不僅是引用）。嵌入字型讓沒有安裝該字型的電腦也可以檢視該文件而不會與原作者看到不同的視覺效果。所以，文件（版權所有的作品）將被視為字型程式的衍生物（另一個作品）。當然，文件中的文字在未與字型一同散佈的時將不受限制。」
為了與GPL共同使用，紅帽公司的Fedora專案包含了字型例外在其Liberation字型軟體包的授權條款中，雖然在2007年時仍有其他限制。這些限制促使Debian發行版的社群成員進一步的討論GPL+FE。這也導致了Ubuntu照著作並建立了Ubuntu字型授權條款，因為他們對SIL開源字型授權或是GPL+FE均不滿意。

## 使用方法
為了表明GPL裡的一個字型例外，數位字型的建立者會在隨他們的字型所散佈的GPL文字末尾加入下列文字：

非官方的中文翻译如下：
（作為一個特殊的例外，如果您使用該字型來建立文件，以及嵌入這個字型或是其不變部份到文件中，這個字型本身並不會影響文件使其也使用GNU通用公共授權條款作為授權。但此例外不會讓其他可能讓文件被使用GNU通用公共授權條款授權的方法失效。如果您修改了這個字型，您可以能需要將此例外延伸到您的版本的字型，但並非必要。如果您不想這麼作，從您的版本中刪除這個例外聲明。）